# Glyptothorax platypogonides
Glyptothorax platypogonides är en fiskart som först beskrevs av Bleeker, 1855.  Glyptothorax platypogonides ingår i släktet Glyptothorax och familjen Sisoridae. Inga underarter finns listade i Catalogue of Life.